# Église Saint-Gervais-et-Saint-Protais de Querrieu
L'église Saint-Gervais-et-Saint-Protais est l'un des éléments principaux du riche patrimoine de Querrieu, commune française de la région Hauts-de-France.

## Histoire

### Origines
L'église de Querrieu est située à la bordure d'un plateau crayeux, dominant la vallée de l'Hallue. Elle est construite en pierre taillée de craie sur soubassement de grès. 
Son origine ne peut être datée avec exactitude, mais nous savons qu'en 1280, les droits du Chapitre de l'église Saint-Firmin-le-Confesseur (d'Amiens) étaient reconnus par Hugues, curé de Querrieu, lequel payait audit chapitre 20 sols tournois.

### Révolution française
À l'époque révolutionnaire, l'église a été utilisée en atelier de fabrication du salpêtre, avec entreposage et manipulations de terres, fumier, purin.
En exécution d'un arrêté du District d'Amiens, en date du 30 juillet 1793, toutes les cloches du District dont celles de Querrieu durent être déposées à Amiens.
Le 5 floréal de l'an XI, le Conseil municipal de Querrieu vota une somme de mille cent vingt-quatre francs pour les réparations indispensables à effectuer sur le bâtiment servant à l'exercice du culte. De nombreux travaux ont ensuite été effectués.

### Reliques
Le 19 avril 1824, Jean-Baptiste Dumeige, menuisier à Amiens, découvrit les reliques des saints Gervais et Protais dans les décombres déposés dans la cour du presbytère de Saint-Rémi, où venait de mourir le curé de la paroisse. Il les disposa dans une chasse de sa fabrication.
En 1827, la guérison de sa fille qui avait perdu la parole et la raison, fut attribuée à la présence des reliques dans sa maison, et aux prières adressées aux saints Gervais et Protais.
Le curé de Querrieu, Antoine Petigny, ayant eu connaissance de ces reliques et ayant exprimé le désir de les avoir pour son église dédiée à ces saints martyrs, la famille Dumeige décida de les lui remettre, préférant qu'elles soient honorées par toute une paroisse que par une seule famille.
La translation des reliques fut effectuée le 25 août 1833. Le cinquantenaire a été fêté le dimanche 26 août 1883. Quinze arcs de triomphe avaient été dressés dans la paroisse. Quatre mille personnes y ont assisté dont cent cinquante enfants.

### XXesiècle
Pour le centenaire de la translation, le dimanche 2 juillet 1933, une messe solennelle est chantée devant l'entrée du château. À partir de 14 heures, une grande fête paroissiale se déroule dans le parc du château : concours de fumeurs de pipes et de cigares, concours de lenteur à bicyclette, concours de tir, lâcher de ballons, régates sur les étangs, nombreux stands et buffet. À 18 heures, un grand cortège historique dans les rues de Querrieu avec les reliques des saints Gervais et Protais et de plusieurs patrons des paroisses environnantes, représente le martyre de l'Église. Il comprend plusieurs groupes avec chars : la tragédie du calvaire, les martyrs des premiers siècles, les martyrs gaulois picards, le martyre et la glorification des saints Gervais et Protais. À partir de 20 heures, une fête de nuit se déroule dans le parc du château : démonstrations de gymnastique, théâtre de verdure, feu de joie, danses populaires, retraite aux flambeaux.Un service d'autocars était organisé entre Amiens et Querrieu, y-compris pour le retour.
Les derniers travaux, en 1999, ont consisté essentiellement en rejointoiements et consolidations de murailles et des contreforts.

## Architecture
Le plan de l'église est en forme de croix latine orientée à l'est. Elle nous apparaît aujourd'hui de construction hétérogène, mais l'examen de son architecture permet d'apporter des indications sur les périodes de sa construction. 

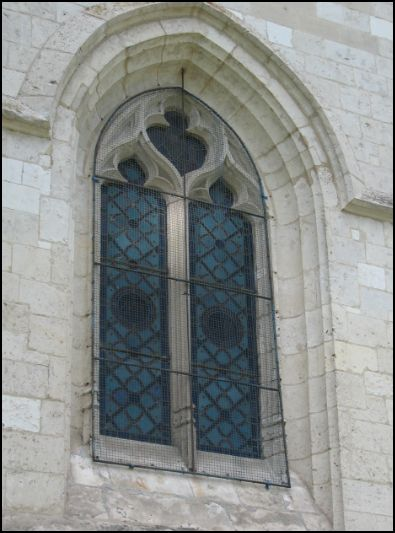
Baie gothique centrale de l'abside
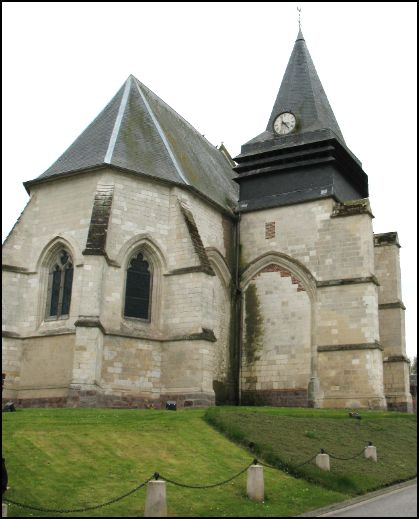
Vue de l'abside et du clocher montrant les baies murées de l'élément de transept disparu
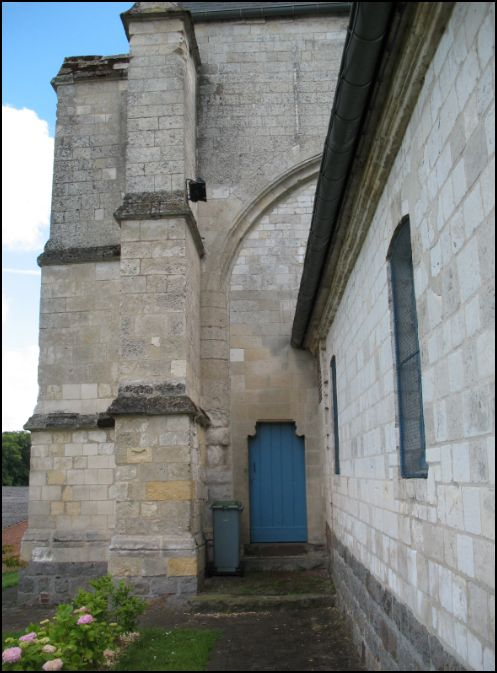
Raccordement de la nef sur la tour du clocher
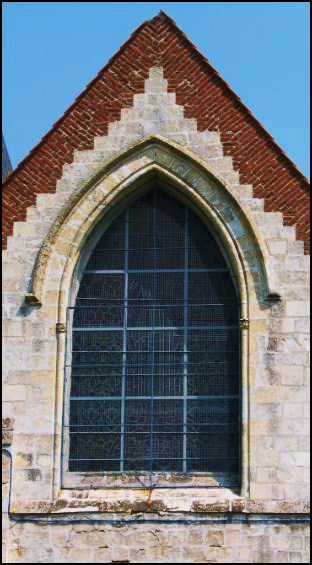
Grande baie de la façade Ouest

### Abside
L'abside à pans coupés est soutenue par des contreforts. Elle abrite le maître-autel du sanctuaire qui, avant 1982, était séparé du chœur par une table de communion en fer forgé ornée de pentagrammes inversés symbolisant les cinq plaies du Christ, de part et d'autre de l'ouverture centrale.

### Chœur
Le chœur est bordé de chaque côté par trois colonnes sans chapiteaux, reliées entre elles par une double ogive à moulure prismatique, ouvrant sur deux collatéraux Nord et Sud, formant un transept. Colonnes et murailles supportent une charpente masquée par un plafond en bois.
Le lutrin en pied à l'usage du chantre et du serpentiste a été retiré en 1981, ainsi que les deux bancs fermés des marguilliers.

### Nef
Jusqu'au milieu du XVIIIe siècle, le chœur liturgique était séparé de la nef par une poutre de gloire comme en témoignent les entailles dans les piliers de l'arc triomphal. Il ne reste aucun vestige de la nef initiale. La nef actuelle comportant deux bas-côtés a été construite au début du XVIe siècle. Sans style architectural bien défini, elle est surtout caractérisée par sa robustesse. Dans l'alignement des colonnes du chœur, ses huit piliers carrés de trois pieds de côté, reliés par des ogives basses, supportent de lourdes murailles. Reposant sur ces murailles, des entraits latéraux soutiennent le faîtage de la charpente par l'intermédiaire de poinçons verticaux. La voûte en ogive est formée d'un lattis de sapin enduit de plâtre. La façade Ouest avec son portail, a été percée d'une grande baie ogivale et garnie de vitres en 1713.
L'ensemble des bancs de la nef a été réalisé et installé par un artisan local de 1860 à 1877.

#### Collatéral Nord
Dans sa partie arrière, le collatéral Nord forme la tour du clocher. La partie avant, contenait une chapelle dédiée à Saint Nicolas, ouvrant sur le chœur et sur la tour du clocher ; ruinée à l'époque révolutionnaire, elle a été définitivement démolie vers 1840. Les deux grandes ouvertures donnant sur le chœur ont été murées ; le mur de l'ancienne chapelle Saint Nicolas a été percé d'une baie de style gothique.

#### Collatéral Sud
Entièrement ouvert sur le chœur, sa profondeur a été réduite d'environ un tiers à une époque indéterminée. La nouvelle muraille a été percée de deux baies de style gothique. Sur ce qui subsiste à l'avant, une petite baie a été rouverte en 1984.

### Clocher

#### Anciennes cloches
Le clocher était doté de trois cloches dont les poids étaient de : 1 244 livres pour la grosse, 916 livres pour la moyenne et 658 livres pour la petite.
Le 14 may 1722, avait été bénite la moyenne cloche et nommée Marie-Françoise, par maître Jean-Baptiste Thierry, prêtre curé de Querrieux, par Messire Pierre-François de Gaudechart, marquis de Querrieux et par madame Marie-Geneviève du Perron de Beneville, marquise de Querrieux, lesquels ont donné 60 l. à l'église de Querrieux pour présent.

#### Cloches actuelles
Les cloches actuelles sont au nombre de deux, l'une d'elles porte cette inscription : « L'an 1819, je fus nommée Protais-Charlotte par très haut et très puissant seigneur F. L. de Gaudechart, marquis de Querrieux et par très haute et très puissante dame Chltte, princesse de Rohan-Rochefort, son épouse. Goblier, fondeur à Frévent ».
L'autre cloche beaucoup plus petite a été baptisée Marie-Gervaise.

## Intérieur

### Vitraux
À la suite des dégâts causés par les bombardements du printemps 1918, la quasi-totalité des vitraux a été remplacée.
Toutes les baies sont garnies de vitraux de couleur. À l'exception de la baie géminée du chœur et de la grande baie au-dessus du portail dont les tons sont verts et or, le rouge et le bleu dominent dans tous les autres.
À l'exception encore, des deux petites baies de la façade Ouest, tous les vitraux comportent la représentation de personnages, symboles religieux ou objets de culte.

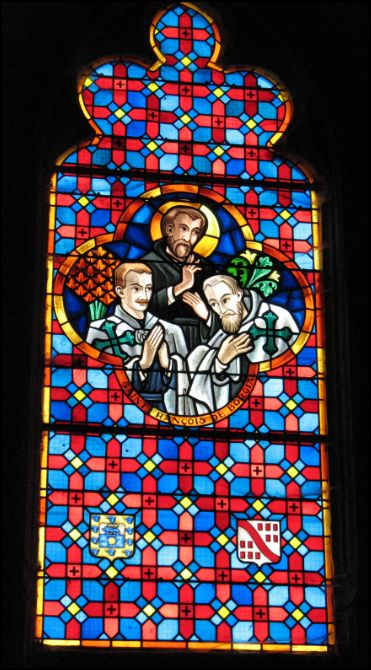
Vitrail Saint François de Borgia
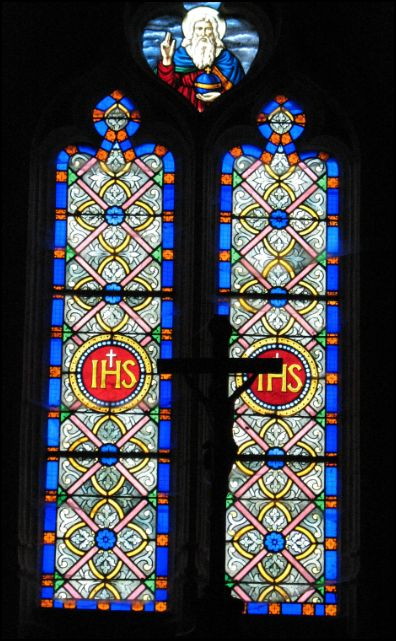
Vitraux de la baie géminée centrale
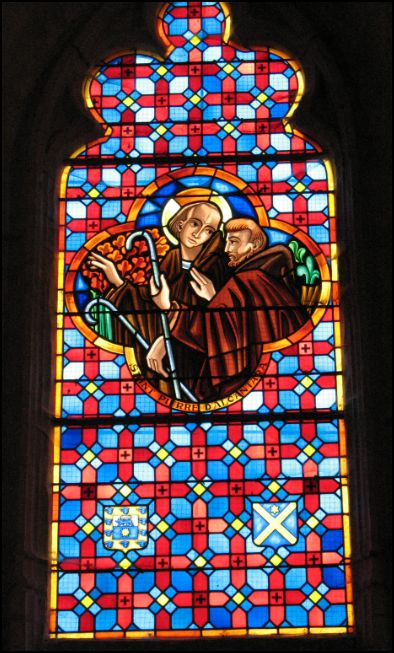
Vitrail Saint Pierre d'Alcantara

La baie géminée centrale de l'abside est dédiée à Jésus Sauveur des Hommes (I H S). La baie de gauche est dédiée à saint François Borgia, elle porte les armoiries de la famille d'Alcantara et de la famille de Roodenbeke. La baie de droite est dédiée à saint Pierre d'Alcantara, elle porte les armoiries de la famille d'Alcantara et de la famille de Broqueville.
Le vitrail de la grande baie au-dessus du portail, réalisé en 1934, représente le Christ-Roi, sceptre à la main soutenant le globe, suggérant la domination de droit ou de fait sur la société moderne ; les alpha et oméga nous indiquent sa puissance et l'étendue de son règne sur nous. En bas et à gauche, figurent les armoiries de Pierre d'Alcantara et de la princesse Stéphanie Windish-Graetz. En bas et à droite, figurent les armoiries de François d'Alcantara et de Marie-Noelle Van den Corput.
Les quatre baies du côté sud, sont garnies de vitraux offerts par des familles de paroissiens.
Le 24 août 1968, l'ensemble des vitraux existant à cette date, a été bénit par Mgr Stourm, évêque d'Amiens.
En 1999, de nouveaux vitraux ont été réalisés : vitrail de la petite baie au-dessus de la sacristie, représentant un chevalier en prière ; vitrail de la tour du clocher, côté nord, en verres géométriques colorés ; vitraux des deux petites baies encadrant le portail Ouest, en verres géométriques colorés.

### Maître-autel
Cet autel, provenant de l'abbaye de Saint-Acheul, a été acquis en 1805, en remplacement de l'autel fourni en 1718 par l'abbé Jean-Baptiste Thierry, curé de Querrieu. L'autel, les gradins et le tabernacle forment un ensemble homogène en chêne peint. Un pélican en bronze doré, se déchirant la poitrine d'où sortent des gouttes de sang, occupe le centre de la face antérieure.
Inscrit Monument historique au titre d'objet le 22 juin 1981.
L'autel Saint-Roch et l'autel de La Sainte Vierge, situés à l'avant des bas-côtés de la nef, ont été démontés en 1982.

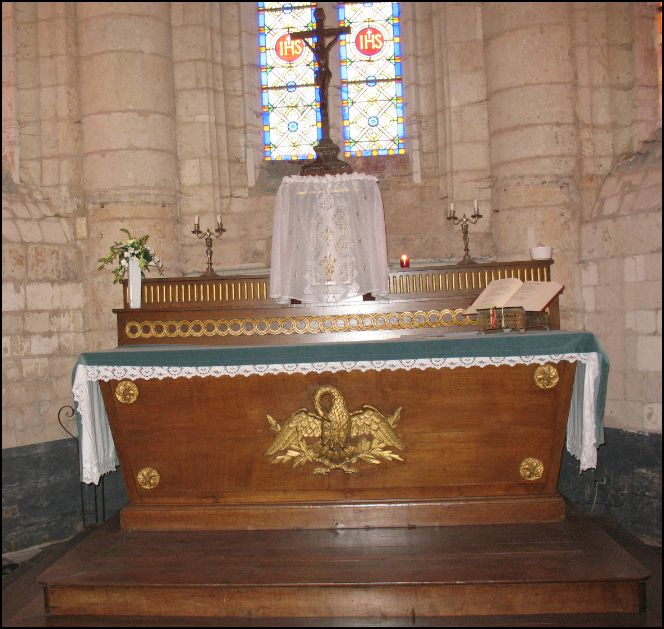
Maître autel
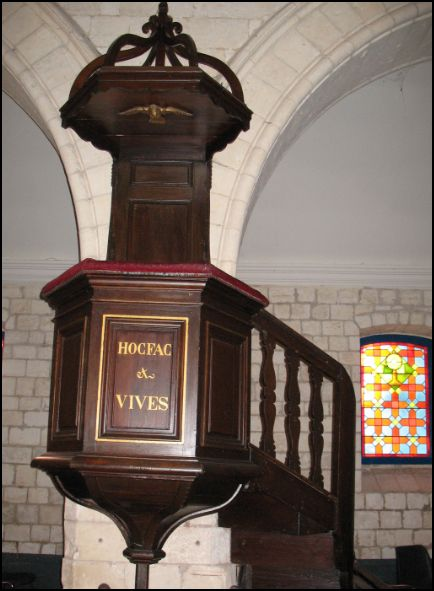
Chaire à prêcher
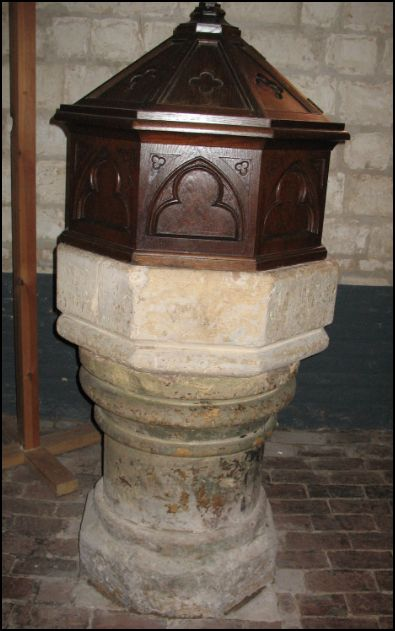
Fonts baptismaux

### Chaire à prêcher
Offerte en 1709, par l'abbé Jacques Postel, curé de Querrieu. Elle porte la devise "Hoc fac et Vives". La colombe du Saint-Esprit orne la face interne de l'abat-voix. Ce dernier est couronné par un fleuron.
Inscrite Monument historique au titre d'objet le 22 juin 1981.

### Fonts baptismaux
Le socle octogonal, la colonne et la cuve des fonts baptismaux, sont en calcaire et datent du XVIe siècle. h= 103 ; d= 30. Le couvercle néo-gothique en chêne avec décor en creux, date de 1860. Placé au fond du bas-côté gauche de la nef.
Inscrits Monument historique au titre d'objet le 22 juin 1981

### Bénitier
En calcaire monolithe, taillé, poli. Dimensions : h= 27 ; d= 37 (plan circulaire). Encastré dans le pilier proche de l'entrée latérale. Origine probable : XVIe siècle .
Inscrit Monument historique au titre d'objet le 22 juin 1981.

### Statuaire

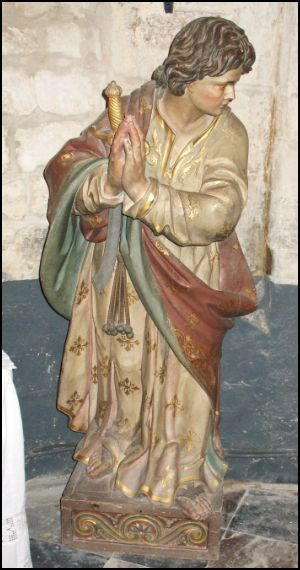
Statue de saint Gervais
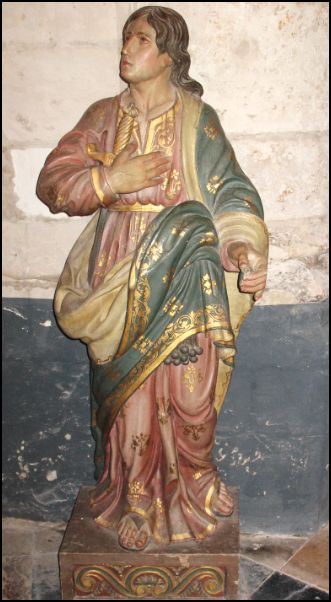
Statue de saint Protais
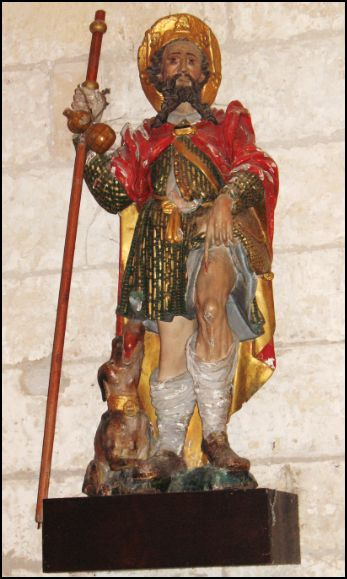
Saint Roch
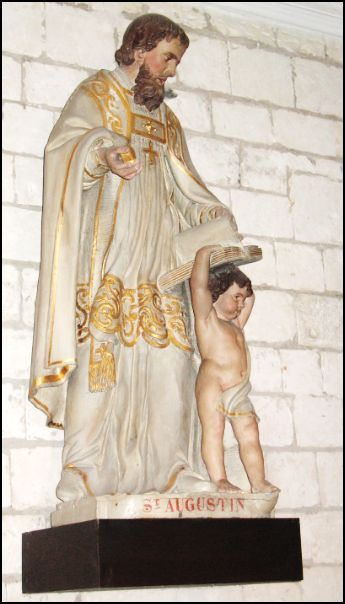
Saint Augustin

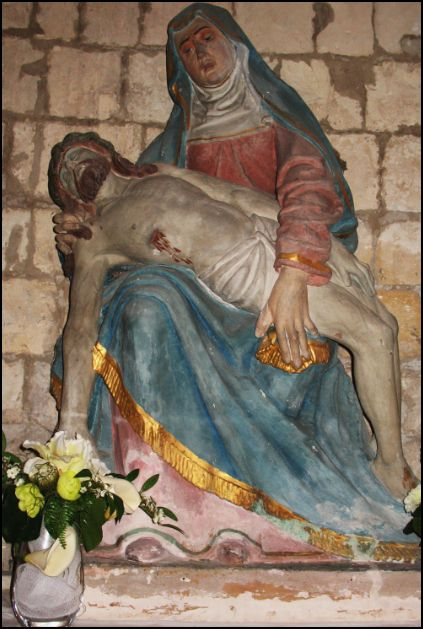
Vierge de Pitié

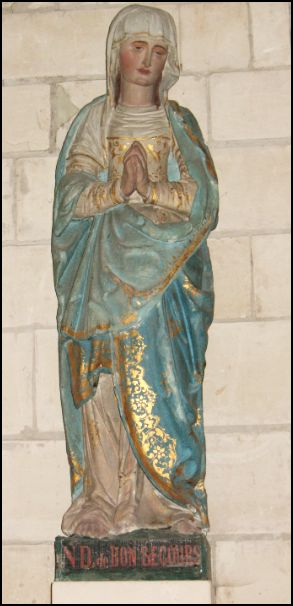
Notre Dame du Bon Secours
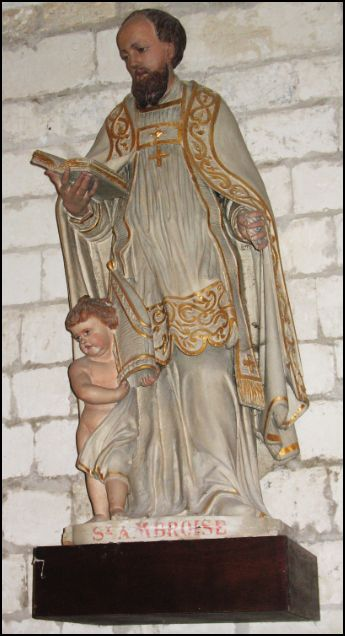
Saint Ambroise
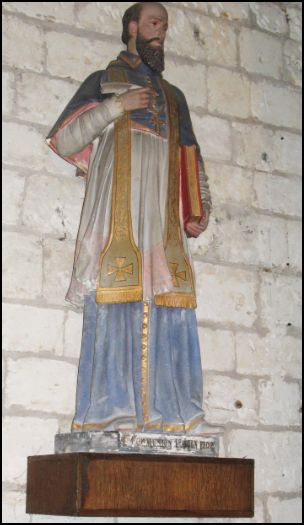
Saint François de Sales

- Saint Gervais et Saint Protais. Ensemble du maître-autel du XIXe siècle, dont elles sont aujourd'hui dissociées. Réalisées en bois taillé, peint polychrome. h= 150 ; la= 46 ; pr= 38. Les socles sont décorés de motifs ornementaux. Inscrits Monuments historiques au titre d'objets le 22 juin 1981[11].
- Saint Ambroise et Saint Augustin. Statues en bois polychrome du XVIIIe siècle . h= 140. Classées Monuments historiques au titre d'objets le 20 septembre 1982[12].
- Saint Roch. Provenant de l'autel Saint-Roch, à l'avant du bas-côté gauche de la nef, démonté en 1981. Classé Monument historique au titre d'objet le 20 septembre 1982[13].

- Notre Dame du Bon Secours, ou Vierge du Calvaire. Statue du XVIe siècle, en bois polychrome (polychromie refaite au XIXe siècle), h= 120 ; la= 28 ; pr=20, provenant probablement de la Poutre de Gloire. Inscrite Monument historique au titre d'objet le 22 juin 1981[14]
- Vierge de Pitié, Pietà. Monument en craie, peint polychrome, h=124 ; la= 78 ; pr= 40, provenant de l'autel de la Vierge à l'avant du bas-côté de droite, démonté en 1981 et placé à l'arrière du même bas-côté à l'emplacement du confessionnal installé en 1853 et démonté en 1981.  Classé Monument historique au titre d'objet, le 20 septembre 1982[15].
- Vierge à l'enfant. Statue de procession en bois de pin, creuse à l'intérieur. h= 73 ; la= 23 ; pr= 19. Placée au-dessus des fonts baptismaux. Probablement dorée avant décapage. Il manque des éléments et d'autres sont rapportés. Statue produite en série au XIXe siècle.
- Saint Firmin évêque. Statue du XIXe siècle, en bois taillé polychrome. h= 140 ; la= 42 ; pr= 26. Le saint est vêtu pontificalement. Il tient sa crosse de la main gauche. Son bras droit est levé, dans un geste de salut. Anciennement désignée sous le nom de saint Nicolas, car elle était accompagnée du groupe de trois enfants au baquet qui ont été enlevés en 1981 comme non authentiques, le personnage étant alors identifié comme étant saint Firmin. Inscrit Monument historique au titre d'objet le 22 juin 1891[16].

- Saint François de Sales, statue polychrome.
- Notre Dame de Lourdes, statue en pierre blanche, placée sur un pilier au-dessus du bénitier.

### Dalles funéraires, obituaires
- Andrieu Dupont. Le pilier de la nef faisant face à la chaire à prêcher, porte l'épitaphe du curé Andrieu Dupont, autour d'une croix perronnée réalisée en bas relief. Dimensions : h= 135 ; la= 68 ; pr= 9,5. Elle ne porte pas la date du décès mais seulement "ala de vie par mort lan mil cins cens et…". Inscrit Monument historique au titre d'objet le 22 juin 1981[17].
- Gilles Le Testu. Plaque en calcaire, peinte en noir, portant en bas, un cadavre gravé au trait. Provenant de l'ancienne chapelle Saint Nicolas ; placée en remploi dans le mur gouttereau du bas-côté de droite. Dimensions : h= 65 ; la= 79. Elle porte : "…trepassa ledit Gille l'an mil V et VII le VIII io de novebre…". Inscrite Monument historique au titre d'objet le 22 juin 1981[18].
- Jean-Baptiste Delacourt, curé de Querrieu, décédé en 1785. La dalle est en pierre (monolithe), gravée et peinte en noir. Dimensions : L= 162 ; la= 79 ; pr= 9,5. Elle porte un crâne et deux tibias gravés en bas de la plaque. La dalle se trouvait devant la chapelle de la Vierge en avant du bas-côté droit. Depuis 1981, elle est scellée sur le mur de droite, près de la statue de la Vierge de Pitié. Inscrite Monument historique au titre d'objet le 22 juin 1981[19].
- Obituaire. Formé de trois planches de bois, fixées dans un cadre mouluré en bois peint en bleu. Dimensions : h= 135 ; la= 68 ; pr= 3. Il a été établi par Louis-François Renard, curé de la paroisse de Querrieu le 18 septembre 1784. Inscrit Monument historique au titre d'objet le 22 juin 1981[20]. L'église possède un second obituaire, dressé en 1741 par messire René Dupré, curé de la paroisse de Querrieux (non inscrit MH).

### Bannières de procession
- Saints Gervais et Protais. Dimensions : h= 114 ; la= 69. Réalisée en damas de soie violette, elle ne porte qu'une seule inscription en l'honneur des deux saints, brodée sur l'œuvre. Inscrite Monument historique au titre d'objet le 22 juin 1981[21].
- Saint Gervais. Dimensions : h= 133 ; la= 97. Réalisée en damas de soie rose, elle porte, au centre, un saint debout tenant une palme. Inscrite Monument historique au titre d'objet le 22 juin 1981[22].
- Enfant Jésus. Dimensions : h= 105 ; la= 66. Réalisée en velours bleu avec frange et galons en fil d'or. Le médaillon central montre l'Enfant Jésus bénissant et tenant le globe. Portant l'inscription :"Laissez venir à moi les petits enfants". Inscrite Monument historique au titre d'objet le 22 juin 1981[23].
- Notre Dame de Lourdes. Dimensions h= 125 ; la= 73. Réalisée en cannelé (gros de Tours) de soie blanche moirée. Au centre, apparaît la Vierge de Lourdes, debout, priant, sur des rameaux d'aubépine. Inscrite Monument historique au titre d'objet le 22 juin 1981[24].

## Objets de culte déposés
- Un Baiser de paix (Descente de croix)en métal argenté du XVIIIe siècle, exposé au Trésor de la cathédrale d'Amiens.
- Un ciboire en argent du XIXe siècle, exposé au Trésor de la cathédrale d'Amiens.
- Un calice et sa patène en argent du XIXe siècle, en dépôt à la Conservation départementale des antiquités et des objets d'art d'Amiens.
- Une sonnette en bronze argenté du XIXe siècle, en dépôt à la Conservation départementale des antiquités et des objets d'art d'Amiens.
- Un ornement en soie noire tissé de fils d'or, comprenant une chasuble, une étole et un manipule, orné de broderies symbolisant la Douleur et l'Espérance (décor à l'Ange pleureur), en dépôt à la Conservation des antiquités et des objets d'art d'Amiens.

Ces objets ont été exposés dans l'église le 17 septembre 2000 (Journées du Patrimoine).

## Pour approfondir